# آریل لین

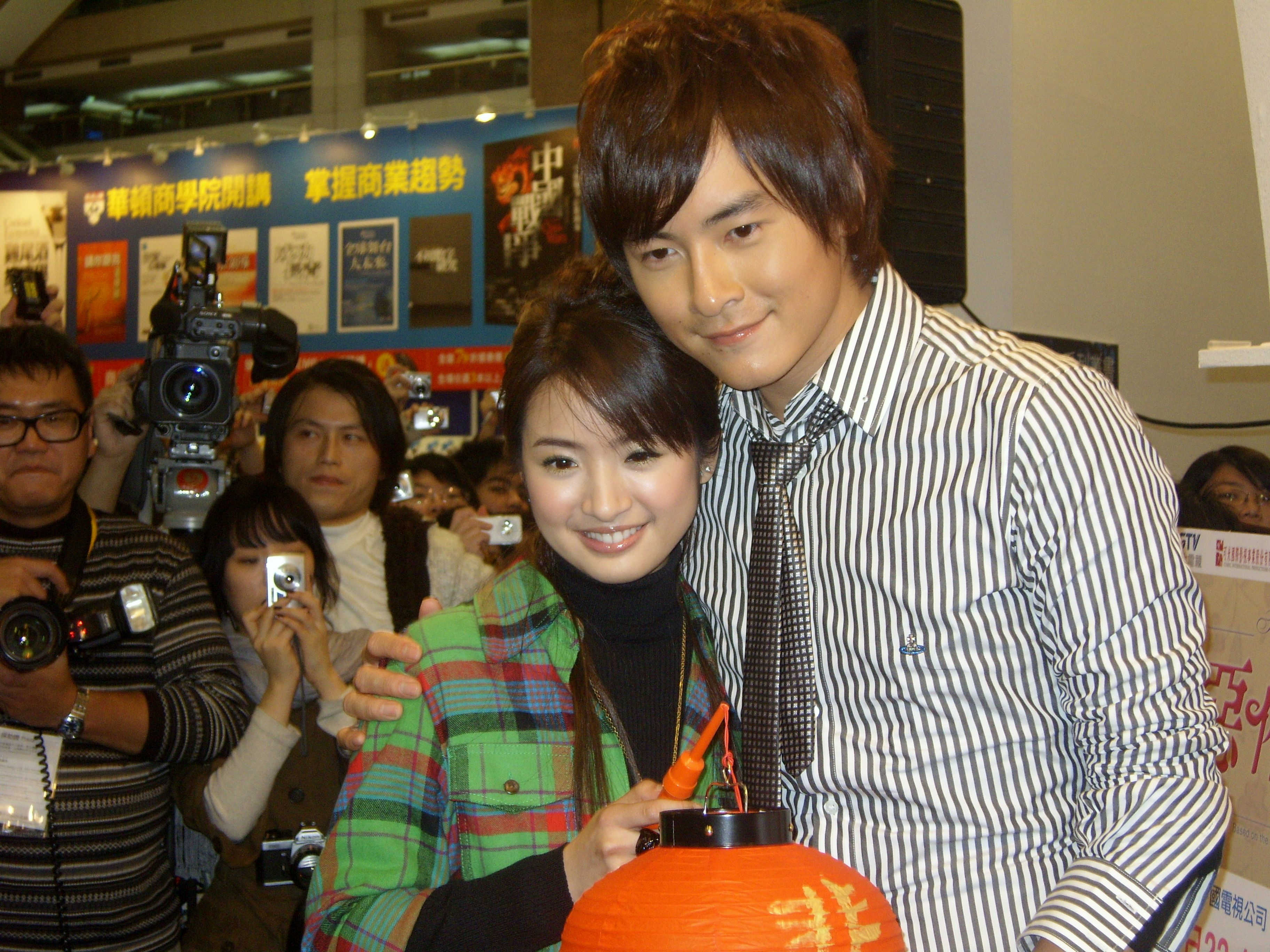
لین در کنار همبازی و همکارش جو چنگ در نمایشگاه بین‌المللی کتاب تایپه ۲۰۰۸

آریل لین (چینی: 林依晨؛ ‏انگلیسی: Ariel Lin؛ ‏ ۲۹ اکتبر ۱۹۸۲) بازیگر، خواننده، و صداپیشه اهل تایوان است. وی از سال ۲۰۰۲ میلادی تاکنون مشغول فعالیت بوده است. او با بازی در نقش یوان شیانگ‌حین در درام تایوانی با یک بوسه آغاز شد (۲۰۰۵) و درام فانتزی چینی پری کوچک (۲۰۰۶) به شهرت رسید. لین جایزهٔ بهترین بازیگر زن را در چهل و سومین و چهل و هفتمین دورهٔ جایزه زنگ طلایی برای نقش‌هایش در فیلم‌های آنها دوباره می‌بوسند (۲۰۰۷) و درست به‌موقع با تو (۲۰۱۱) برنده شد.
لین نخستین بار در یک مسابقه زیبایی تایوانی کشف شد. او نخستین حضور خود را در درام تلویزیونی عشق واقعی ۱۸ (۲۰۰۲) تجربه کرد. لین همچنین در اولین فیلمش عاشق من باش، اگر می‌توانی (۲۰۰۴) نقشی را ایفا کرد که نامزدی بهترین بازیگر زن را در جشنواره فیلم اسب طلایی و جوایز برایش به ارمغان آورد. او پس از بازی در سریال درام باغ مخفی من ۲ و قرارداد عشق در مقابل «مایک هی» محبوبیت بیشتری کسب کرد. او همچنین آهنگ متن را برای قرارداد عشق با عنوان «تنها در نیمکره شمالی» خواند که به مدت ۱۲ هفته در صدر جدول کی‌تی‌وی و جدول زنگ گوشی قرار گرفت.

## زندگی شخصی
لین در ییلان تایوان در خانواده‌ای با درآمد متوسط به دنیا آمد. او یک برادر کوچکتر دارد. پدر و مادرش زمانی که او خیلی جوان بود از هم جدا شدند و در دوران دبیرستان طلاق گرفتند. (لین در سال ۲۰۱۴ به آشتی آنها کمک کرد) لین توسط مادرش بزرگ شد و سال‌ها در فقر زندگی کرد. او مراقبت از خانواده را در سال دوم دبیرستان پس از سکته مغزی مادرش آغاز کرد. در سن ۱۸ سالگی، او در یک مسابقه زیبایی شرکت کرد، زیرا می‌خواست برنده جایزه شود و برای برادرش یک کامپیوتر جدید بخرد. او مقام اول را به دست آورد. لین همچنین در دانشگاه ملی چنگچی، یک دانشگاه برتر در تایوان پذیرفته شد. او فارغ‌التحصیل لیسانس ادبیات کره‌ای بود در حالی که یه طور همزمان به‌عنوان هنرپیشه پاره‌وقت کار می‌کرد. هنگامی که او در چین فیلمبرداری می‌کرد، چند نفر از همکلاسی‌هایش برای او جزوه می‌نوشتند.
لین به شدت نزدیک‌بین است (منفی ۷ دیوپتر) و از لنزهای تماسی استفاده می‌کند. در ژوئن ۲۰۰۸، پزشکان تشخیص دادند که لین دارای یک کیست ۲ سانتی‌متری در غده هیپوفیز است، و لین پس از آن در فوریه ۲۰۰۹ تحت عمل جراحی قرار گرفت.
در سال ۲۰۱۳، او تصمیم گرفت از حرفه خود فاصله بگیرد. او به بریتانیا رفت و در سال ۲۰۱۴ مدرک کارشناسی ارشد هنرهای بازیگری برای نمایش را از مدرسه مرکزی سلطنتی گفتار و نمایش دانشگاه لندن دریافت کرد.
لین در ۲۴ دسامبر ۲۰۱۴، با تاجری به نام «چارلز لین» ازدواج کرد. این زوج توسط دوستان مشترک‌شان به هم معرفی شدند. در ۲۹ سپتامبر ۲۰۲۱، لین ساعاتی پس از انتشار این خبر توسط رسانه‌ها، بارداری خود را اعلام کرد. او در ۱۸ اکتبر همان سال دختری به دنیا آورد. او در دوران بارداری خود کتابی نوشت که وقتی در ژانویه ۲۰۲۲ منتشر شد، در صدر فهرست پرفروش‌ترین کتاب‌های بوکس‌دات‌کام تایوان (چه چاپی و چه الکترونیکی) قرار گرفت.
او در نسخۀ دوبله‌شده هربی پرواز می‌کند به زبان تایوانی، صداپیشگی نموده است